# Тамбовский государственный педагогический институт
Тамбо́вский госуда́рственный педагоги́ческий институ́т — высшее учебное заведение в Тамбове, существовавшее в 1930—1994 годах. Объединился с Тамбовским государственным институтом культуры в Тамбовский государственный университет имени Г. Р. Державина.

## 1930—1941
7 ноября 1930 года постановлением Народного комиссариата просвещения РСФСР в Тамбове для подготовки кадров учителей для школ колхозной молодёжи (ШКМ) был восстановлен Тамбовский агропедагогический институт.
Институт вместе с рабфаком разместился в бывшем Дворце труда (Советская, 106). Занятия в институте начались с 1 октября, а торжественное открытие института состоялось 6 ноября. Первым директором стал Михаил Игнатьевич Суслин, а его помощником — Семён Семёнович Чесалин.
Институт состоял из четырех факультетов: общественно-литературного, физико-технического, химико-биологического и агрономического. На всех четырех факультетах обучалось 78 студентов из числа рабочих и крестьян, направленных партийными органами на учебу.
Создано 5 кафедр:
- социально-экономическая;
- физико-математическая;
- химико-биологическая;
- русского языка и литературы;
- педагогическая.

Всеми факультетами изучались дисциплины, относящиеся к агрономическому курсу: 
- машиноведение;
- технология металлов;
- колхозное и совхозное строительство;
- сельскохозяйственная экономика.

Для обучения студентов дирекция института пригласила 24 преподавателей, из которых 3 человека имели учёные степени и звания: профессора – С. С. Чесалин (русский язык и литература) и Т. Г. Егоров (химия) и доцент Д. А. Рогов (физика). При институте было создано 13 кабинетов и лабораторий, учебная библиотека и при ней читальня. В библиотеке числилось 6 400 томов книг. В учебном корпусе располагались столовая и общежитие.
В 1930—1931 учебном году при институте действовали многочисленные курсы и кружки, осуществлялось шефство над пятью школами колхозной молодежи, артдивизионом, где студенты руководили кружками ликвидации неграмотности.
Постановлениями ЦК ВКП(б) от 5 сентября 1931 года и 25 августа 1932 года институт перешёл на 4-годичный срок обучения и был назван Педагогическим (директор Ф. И. Кондратьев). Задача института состояла в подготовке учителей для средних школ, рабфаков и техникумов. Агрономический факультет был объединен с химико-биологическим и преобразован в отделение политехнического труда. Физико-технический преобразован в физико-математический факультет и созданы кафедры физики (заведующий — Д. А. Рогов) и высшей математики (заведующий — Ф. П. Казаченко). Вместо общественно-литературного факультета созданы три самостоятельных факультета: исторический, экономический и литературный. Контингент студентов возрос до 270 человек. Создан вечерний институт с индустриальным уклоном. При заочном отделении института открыты краткосрочные курсы по подготовке преподавателей ШКМ, курсы повышения квалификации учителей и по подготовке в вуз.
1933-1934 годы были годами первых выпусков воспитанников института и вместе с тем дальнейшего роста учебного заведения (директор А. Т. Кудряшов). За это время институт выпустил 132 преподавателей с высшим педагогическим образованием, в том числе: 8 преподавателей по обществоведению, 30 – русского языка и литературы, 44 – физики и математики, 50 – химии и биологии. Контингент учащихся возрос до 500 человек. Созданы самостоятельные кафедры истории, химии, естествознания, математики, физики, экономики, военной физкультуры и в связи с этим расширилась учебная и научно-педагогическая деятельность вуза. В этот период приехали молодые учёные кадры из числа успешно окончивших аспирантуру Воронежского и Московского университетов: Н. М. Онуфриев, В. А. Яковлев, А. В. Банова, С. С. Трескин, К. Ф. Максимова, Ф. П. Казаченко, В. И. Черкесов и другие. К работе в институте привлекались крупные научные силы Москвы, Воронежа, Саратова. В Тамбов приезжали читать лекции профессора: Лоя, Каплинский, Загорский. На постоянную работу в институт приглашены профессора А. Г. Ярошевский, Ф. М. Шумлянский, Немыцкий, С. Д. Михайлов.
С 1 марта 1934 года при педагогическом институте открыт Учительский институт в составе двух отделений: общественно-исторического и физико-математического.
В начале 1934/35 учебного года общественно-историческое отделение преобразовано в историческое (зав. кафедрой истории В. П. Денисов) и, кроме того, в Учительском институте открыты два новых отделения: русского языка и литературы и химико-биологическое. Летом 1935 года Наркомпрос закрыл Тамбовский педагогический институт, а студенты были переведены в Воронеж. В Тамбове остался только Учительский институт с 4 отделениями. Тамбовский рабфак был присоединен к институту и стал основной базой контингента студентов 1 курса.
В целях изучения опыта работы школы и более успешного решения вопросов педагогической практики студентов к институту прикреплена в качестве базовой школы средняя школа № 9 города Тамбова.
В 1935/36 учебном году состоялся первый крупный выпуск специалистов — 270 учителей. В 1936/37 учебном году выпущено самое большое количество специалистов — 638 учителей.
В сентябре 1937 года институт переведён в помещение рабфака по улице Ленинградской, 1. Переезд значительно улучшил условия института. В этом же году химико-биологическое отделение переименовано в естественно-географическое, и заведующий отделением М. Н. Взоров пригласил на работу учителя географии П. Ф. Зименко, внёсшего большой вклад в развитие факультета.
4 августа 1938 года на основании постановления СНК РСФСР за № 238 Тамбовский педагогический институт был восстановлен с тремя факультетами: историческим, языка и литературы, физико-математическим. При нем сохранился двухгодичный учительский институт с пятью отделениями: физико-математическое, историческое, языка и литературы, географическое, естествознания. Впервые создана кафедра марксизма-ленинизма.
Вуз получил статус государственного педагогического института, готовящего учителей средних школ. Появилась возможность укрепить штатный состав руководителей кафедр и их членов. На работу приглашены преподаватели вузов Москвы и Ленинграда. В институте значительно оживилась научно-исследовательская деятельность и работа по повышению квалификации. Преподаватели Д. А. Рогов, Г. М. Михалев, В. Д. Зобов, Шишкин, Нелькин и др. сдали кандидатский минимум.
1 сентября 1939 года при Тамбовском учительском институте открыт трехгодичный факультет иностранных языков по специальностям: английский, немецкий, французский.
Открыто заочное отделение с 5 факультетами, профессорско-преподавательский состав увеличился до 79 человек, среди которых были 10 человек доцентов – кандидатов наук. К этому времени институт имел 3 общежития на 600 человек, 3 дома научных работников на 42 квартиры. При учебном корпусе была столовая с пропускной способностью до 2000 человек в сутки, клуб на 500 мест, актовый зал, звуковое кино, джаз-оркестр и оркестр духовой музыки.
Нападение гитлеровской Германии на Польшу в 1939 году и война с Финляндией в 1939—40-х годах внесли значительные изменения в жизнь института. В декабре 1939 года институт спешно (за одни сутки) был переведён в здание школы № 52, а учебный корпус передан под госпиталь. В суровую морозную зиму 1940 года вынуждены были учебные занятия проводить в разных школах, затем в студенческом общежитии, и только в апреле возвратились в своё помещение.
1940/41 учебный год был одним из наиболее благоприятных для учебно-педагогической и научно-исследовательской деятельности института. Был проведен капитальный ремонт всех зданий института. Пополнилось учебное и хозяйственное оборудование, а библиотека — необходимой литературой. Институт провел организованный набор студентов и хорошо завершил учебный год. В институте работали спортивные секции, которые посещали и преподаватели во главе с директором Н. М. Онуфриевым и завучем М. М. Кривиным. Они занимались гимнастикой, катались на коньках, совершали лыжные прогулки, осваивали бальные танцы.

## Институт в годы Великой Отечественной войны
Начавшаяся Великая Отечественная война нарушила мирное течение жизни института. В первые годы войны свыше 60 студентов и преподавателей ушли добровольцами на фронт. Десятки студенток-старшекурсниц стали заниматься на курсах медицинских сестер запаса за счет своего отдыха. Студенты своим самоотверженным трудом на производстве, строительстве оборонительных сооружений, в колхозах и совхозах содействовали укреплению оборонной мощи страны. В первый год войны было собрано и передано в фонд обороны 67488 руб. Подчинение всей работы интересам фронта требовало перестройки учебной и научной деятельности института, руководимого в эти непростые годы Георгием Михайловичем Михалевым.
В связи с необходимостью срочной подготовки новых специалистов срок обучения был сокращен до трёх лет. В начавшемся 1941 - 1942 учебном году в институт поступило свыше 400 студентов. В годы войны в нем работало 3 профессора (один из них доктор наук) и 12 доцентов, 10 из которых имели ученые степени кандидатов наук. За военные годы профессорско-преподавательский состав института провел большую научно-исследовательскую работу. Так, ассистент кафедры физики К. И. Картушов работал над конструкцией нового рода оружия; Д. Т. Артеменко усовершенствовал угольный противогаз.
В марте 1943 года, в связи с приказом ВКВШ, обязующим студентов вузов овладеть одной из военных специальностей, в институте введены факультативные курсы медсестер, радиотелеграфии и преподавателей физкультуры. За годы войны институт подготовил 224 медсестры запаса. Собрано 110942 руб. в фонд обороны (в том числе 17469 руб. на бронепоезд «Тамбовец» и 1527 руб. в фонд танковой колонны «За передовую науку»), выработано в колхозах и совхозах свыше 15 тысяч трудодней. Для воинских частей и населения было прочитано 1500 лекций.
В сентябре 1944 года, в связи с тем, что здание по Ленинградской улице, 1, было занято Суворовским училищем, институт переведен в здание по Советской улице, 93, в котором размещался госпиталь. В 1944 году были созданы дополнительно кафедры русского языка, литературы, естествознания, географии, английского, немецкого и французского языков. Заведующей кафедрой английского языка стала Е. В. Купфер.

### Имена фронтовиков, не вернувшихся с полей войны
Л. Е. Борисов, М. Д. Шишкин, П. Ф. Буторин, В. Д. Кочергин, В. И. Удодов и многих другие. Трагически погиб при разрыве бомбы в Тамбове первый руководитель химико-биологического факультета М. Н. Взоров.

## Послевоенные годы
После окончания войны восстановилась нормальная работа института. В число студентов влились демобилизованные воины, вернулись преподаватели: А. Завадский, И. Солдатов, Н. Окатов, П. Бокарев, Г. Ремезов, М. Гуревич, М. Бруни, Г. Зыканова, П. И. и Д. И. Поздняковы, А. Разумовский, Л. Чугай, Б. Горелов и др.
В 1945 году открыт географический факультет. Из-за трудностей материального обеспечения, нехватки преподавателей, Н. В. Тарасевич (заведующий кафедрой географии), П. Ф. Зиненко (декан факультета), Н. Б. Качоровская вынуждены были вести по несколько предметов. По воспоминаниям Качоровской, послевоенная жизнь института была очень насыщенной, студенты — бывшие фронтовики — «занимались с особенным упорством и старанием».
В 1947 году при Тамбовском пединституте организован факультет физического воспитания и спорта (декан Д. И. Поздняков) с кафедрами: теории физического воспитания, гимнастики и подвижных игр, спорта и спортивных игр.
Первыми студентами были 27 юношей и девушек, в числе которых участники войны. На спортфаке работали кафедры: спорта, гимнастики, теории, игр и методкабинет.
По «Трудовому списку» преподавателя-биолога В. Е. Карандеева, который хранится в фонде университетского музея, явствует, что с 1939 по 1956 год он трудился в ТГПИ на химико-биологическом и естественно-географическом отделениях, руководил педагогической практикой студентов и естественнонаучной секцией областного лекционного бюро. Он долгие годы вел фенологические наблюдения и серьезно занимался орнитологией. Профессиональная и творческая деятельность такой личности оставила глубокий след в воспитании и обучении последующих поколений студентов.
В 1950 году пединститут стал вузом 1 категории.
В год своего двадцатилетия учебное заведение имело 7 факультетов. Вместо химико-биологического образован факультет естествознания. Открыты вновь: факультет иностранных языков с отделениями немецкого, английского, французского языков; географический; физического воспитания. Всего в педагогическом институте обучалось 1 929 человек, в том числе 391 – в учительском институте. В вузе работало 164 преподавателя, из них профессоров – 2; доцентов и кандидатов наук – 36; недипломированных преподавателей и ассистентов – 126.
В 1952 году Учительский институт ликвидирован, а студентам 2 курса предоставлена возможность закончить обучение в педагогическом институте по плану учительского института.
В сентябре 1954 года в пединституте открыто вечернее отделение с тремя факультетами: математическим, литературным, географическим (заведующий – Г. Д. Ткачев).
С 1950 по 1955 годы в составе факультетов произошли некоторые изменения: исторический и литературный факультеты стали единым историко-филологическим факультетом, а факультет естествознания закрыт и переведен в Мичуринский педагогический институт. Географический факультет преобразован в естественно-географический. Количество факультетов уменьшилось до пяти.
На физико-математическом факультете в 1950 году разделяется кафедра высшей математики на кафедру математического анализа (заведующий – С.С. Трескин) и алгебры и геометрии (заведующий – С.А. Пясецкий), а в 1956 году образованы кафедры высшей математики (заведующий – А.Л. Пикус) и элементарной математики (заведующий – К.А. Рупасов).
С 1956 - 1957 учебного года институт перешел на 5-летний срок обучения, кроме факультета физического воспитания. Институт возглавил ректор Стефан Васильевич Винокуров. С 1957 года начался период укрепления материальной базы института. В этом году при участии студентов, служащих и преподавателей было капитально отремонтировано южное крыло учебного корпуса с надстройкой второго этажа по улице Советской, 93. В результате этого институт получил дополнительно 23 аудитории учебной площади.
С 1958 года в институте стал работать спортивный клуб (председатель Н.Е. Анурьев, а с 1969 года – В.Л. Бибик). Летом 1959 года в целях решения задачи массового развития физической культуры, спорта и туризма при пединституте открыт студенческий оздоровительно-спортивный лагерь. Он организован в живописном районе Галдымского лесхоза на берегу реки Цны.
Подъем научно-исследовательской работы учебного заведения в 1950—60-е годы был обусловлен научной деятельностью известных профессоров, в числе которых особое место занимает крупнейший ученый с мировым именем, член-корреспондент Международной академии историков науки в Париже, доктор физико-математических наук Павел Сергеевич Кудрявцев. Его фундаментальный труд «История физики» и поныне остается одной из лучших книг по истории естественных наук. Созданная им кафедра теоретической физики провела первую (1958 г.) и четвертую (1968 г.) межвузовские конференции по истории физико-математических наук, Всесоюзные конференции 1971, 1974 годов. Он был создателем областного отделения общества «Знание», членом областного комитета защиты мира. По его инициативе в 1972 году был создан Музей истории физики.
Многое сделал в области изучения русской и славянской литератур доктор филологических наук профессор Николай Иванович Кравцов, работавший в ТГПИ в годы сталинской опалы (1939—60-е гг.) и только в хрущевскую «оттепель» вновь приглашенный в институт славяноведения АН СССР. Н.И. Кравцов – автор двухтомной монографии «Сербскохорватский эпос», которая стала его докторской диссертацией.
Докторскую диссертацию по физиологии человека защитил в эти годы И.М. Виш. Многие воспитанники пединститута после окончания аспирантуры остались работать в родных стенах: зав. Кафедрой марксизма-ленинизма Н.А. Окатов, доцент этой кафедры П.И. Бокарев, секретарь партийной организации института ст. преподаватель Ю.П. Марченко, преподаватели Г.М. Тепляков, Е.В. Авдошенко, В.И. Бочарова и др.
В 1960 - 1961 учебном году в пединституте открыт химико-физический факультет. Филологический факультет был разделен на два факультета: историко-филологический и иностранных языков. На факультете иностранных языков с 1961 года подготовка выпускников стала вестись одновременно по двум языкам. Работали известные преподаватели: К.П. Гинтофт, Д.Г. Эдигер, Г.Н. Броудо, З.М. Лачинова и др. В 1966 году образована общеинститутская кафедра иностранных языков (заведующая – М.Д. Веселовзорова).
В 1960 году кафедра естествознания разделена на кафедру ботаники и зоологии. Заведовал кафедрой ботаники Б.Б. Горелов(1961-64 гг.). Опытный преподаватель, доцент кафедры естествознания В.И. Кровякова, работавшая в институте с 1946 года, в 1962-63 годах возглавила химико-биологический факультет.
В 1960 году во дворе учебного химико-физического факультета были построены учебные мастерские, а с января 1961 года вступило в эксплуатацию студенческое общежитие на 400 мест на Полковой улице, 36. В марте 1963 года 46 семей преподавателей и служащих въехали в новый жилой дом, построенный на Пионерской улице, 5. В течение 10 месяцев 1967 года было построено студенческое общежитие на 1050 мест на Советской улице, 181.
В институте созданы хореографический коллектив «Тамбовская березка» и большой студенческий хор, оркестр народных инструментов и духовой оркестр.
В 1971 году на базе пединститута открыт Университет учителя с 12 отделениями. В 1977 году организован факультет педагогики и методики начального обучения, а в 1979 году – и одноименная кафедра. Организатором и первым руководителем факультета стала Н.Г. Агаркова. Вместе с ней трудились преподаватели Т.Н. Прокудина, Л.А. Ведищева, Л.И. Сергеева, С.А. Говердовская.
В 1972 году был сдан в эксплуатацию учебный корпус на Комсомольской площади, 5, где разместились три факультета: историко-филологический, физико-математический и факультет физического воспитания, а также библиотека с читальным залом. В 1972 году закрыто вечернее отделение института.
С 1970 по 1973 год историческим факультетом организованы широкомасштабные археологические исследования в бассейне реки Цны под руководством доцента кафедры истории Л.И. Чуистовой, результаты которых были освещены в её монографии «Древнейшее население Тамбовщины».
В 1980 году институт отметил своё 50-летие. Указом Президиума Верховного Совета СССР № 2489 от 15 июля 1980 года ТГПИ был награждён орденом «Знак Почета» и стал именоваться Тамбовским ордена «Знак Почета» государственным педагогическим институтом.
За 50 лет своего существования институт подготовил почти 35 тысяч учителей, 158 из которых стали заслуженными учителями РСФСР, 80 – докторами и кандидатами наук.
В 1980 году был издан «Библиографический указатель к ученым запискам и сборникам Тамбовского ордена «Знак Почета» государственного педагогического института», в который включены сведения о материалах межвузовских научно-практических конференций, а также об учебных и методических пособиях, написанных коллективом преподавателей ТГПИ.

## «Почетная Книга» института
В неё занесены имена многих известных преподавателей: В.А. Яковлев, П.С. Кудрявцев, А.А. Следников, Л.И. Чуистова, Б.Б. Горелов, М.И. Рыженко, Т.К. Малахова, С.А. Говердовская, Л.К. Чугай, А.Л. Хайкин, Г.Е. Борисов, Л.С. Минченко, Н.А. Окатов, Н. Полянская, Г.И. Захарова, Л.Г. Дьячков, О.В. Щекочихин, В.П. Панина, С.Б. Прокудин, Г.А. Протасов, А.Я. Киперман, Я.Н. Циколь, В.К. Мисник и др.
Славу институту принесли и такие известные преподаватели как Б.Ф. Билимович, автор книги «Физические викторины в средней школе», В.В. Никитин, Н.И. Кравцов, под руководством которого коллективом кафедры был написан учебник «История русской литературы второй половины XIX века», Б.Н. Двинянинов, автор фундаментальных работ по «Слову о полку Игореве» и т.д.

## Награждённые преподаватели вуза
- Кудрявцев П.С. – ордена Ленина, Октябрьской революции и медали;
- Хайкин А.Л. – орден Трудового Красного Знамени;
- Яковлев В.А. – два ордена Трудового Красного Знамени;
- Рузаев В.А. – орден «Знак Почета», за Отечественную войну – орден Боевого Красного Знамени, два ордена Красной Звезды;
- Громакова Т.А. – медаль «За трудовое отличие»;
- Иванов Л.А. – медаль «За трудовое отличие»;
- Минченко Л.С. – орден «Знак Почета»;
- Артеменко Д.Т. – орден «Знак Почета»;
- Карандеев В.Е. – орден «Знак Почета»;
- Банова А.В. – медаль «За трудовую доблесть»;
- Мисник К. – орден Отечественной войны 2 степени, два ордена Красной Звезды;
- Дымова М.М. – орден Красной Звезды;
- Саяпин И.Г. – ордена Боевого Красного Знамени и Красной Звезды;
- Следников А.А. – орден Боевого Красного Знамени;
- Окатов Н.А. – орден Отечественной войны 2 степени;
- Аникин В.И. – орден Боевого Красного Знамени;
- Подъяпольский И.Л. – орден Славы;
- Максимова К.Ф. – орден Трудового Красного Знамени;
- Михалев Г.М. – ордена Ленина и «Знак Почета»;
- Поздняков Д.И. – орден «Знак Почета»;
- Рогов Д.А. – орден Трудового Красного Знамени;
- Успенский И.В. – орден Трудового Красного Знамени.

## На момент объединения
Тамбовский ордена «Знак Почёта» государственный педагогический институт имел в своем составе восемь факультетов: физико-математический, русского языка и литературы, иностранных языков, естественный, исторический, физической культуры, экономико-юридический, начальных классов. На очном и заочном отделениях обучалось более пяти тысяч студентов по 22 специальностям. Учебно-воспитательную и научно-исследовательскую работу вели 387 преподавателей, среди которых 25 профессоров, 23 доктора наук, 174 кандидата наук, 115 доцентов. В институте функционировали 33 кафедры, работал вычислительный центр.